# قرص نينتندو البصري

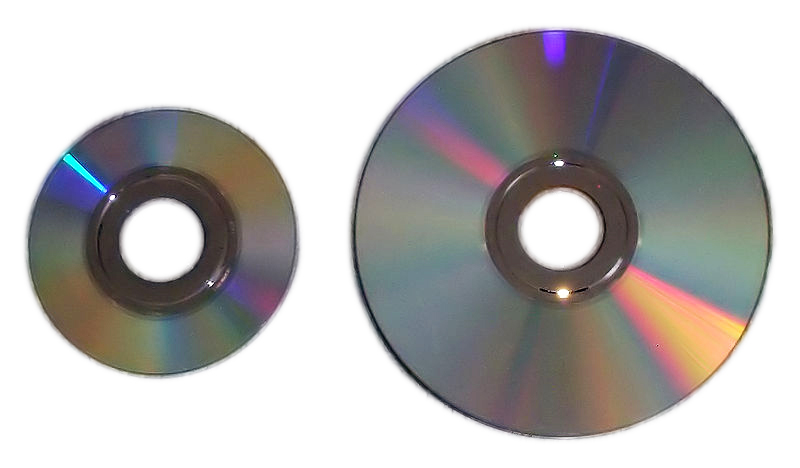
قرص نينتندو جيم كيوب، وقرص وي البصري.

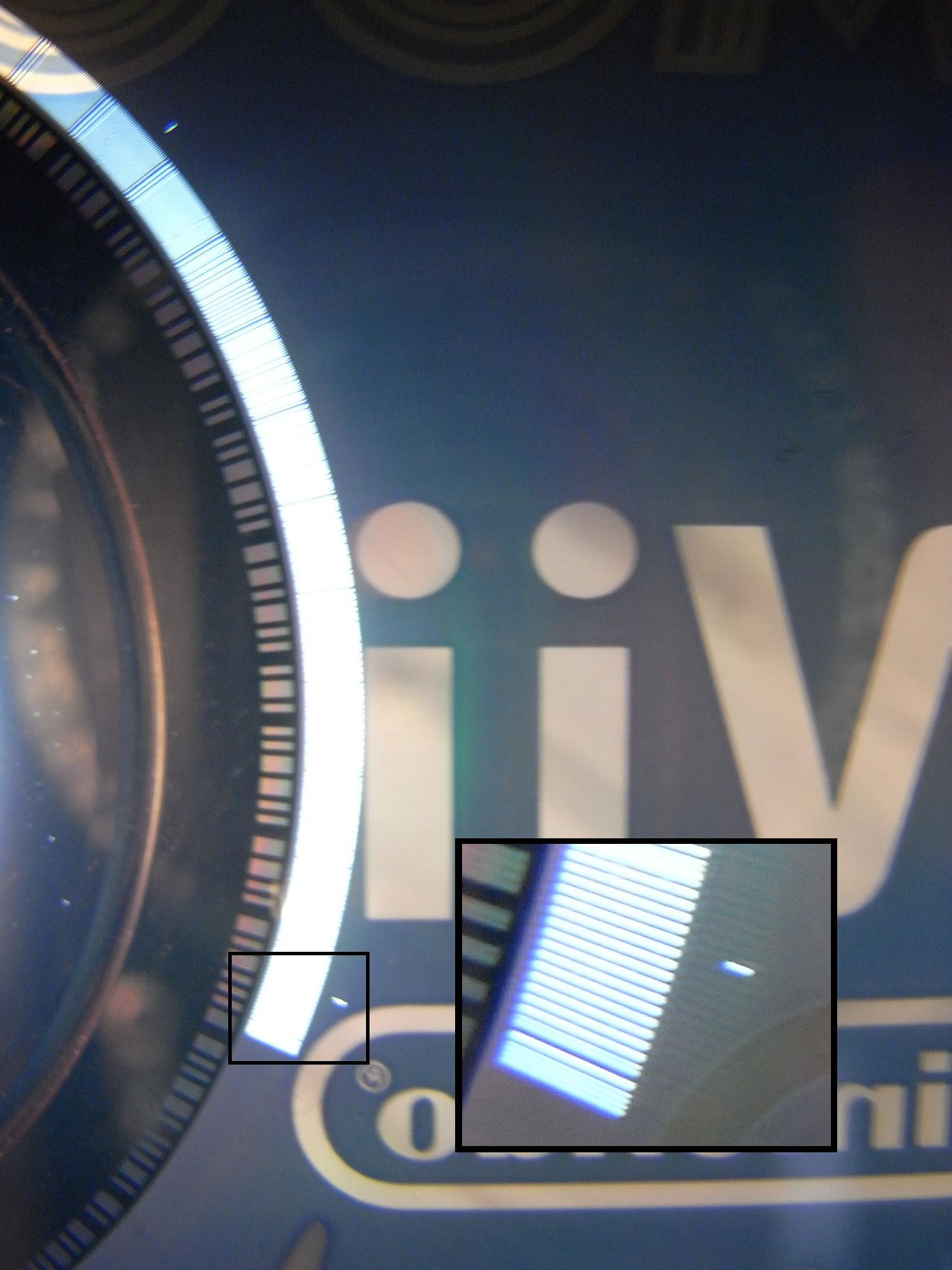
قرص بصري لنظام وي عام 2011

قرص نينتندو البصري (بالإنجليزية: Nintendo optical discs)‏ ، يشير إلى قرص بصري يستخدم لتوزيع ألعاب فيديو التي تنشرها شركة نينتندو.
وهو يتضمن أقراص نينتندو جيم كيوب، أقراص نينتندو وي و كذلك أقراص نينتندو وي يو.

## الصيغة
تم تصنيع قرص نينتندو جيم كيوب البصري (DOL-006) لاستخدامه في نظام ألعاب نينتندو جيم كيوب من قبل شركة ماتسوشيتا، ومن ثم تم توسيع استخدامه لاحقاً ليشمل أجهزة وي، عن طريق توافقية الماضي.
تبلغ سعة قرص جيم كيوب 1.5 غيغابايت، وهو يعتمد على تقنية ميني-دي في دي 8 سم الذي يقرأ بسرعة ثابتة بدءاً من طرف القرص باتجاه المركز. وقد تم اختياره من قبل نينتندو من أجل حماية برامجها من القرصنة،
وأيضاً لتفادي مشاكل ترخيص أقراص الدي في دي، وتقصير زمن التحميل للقرص في الجهاز.
و كذلك قامت نينتندو بتصنيع قرص لجهاز وي ويشبه إلى حد كبير أقراص الدي في دي وحتى في سعة تخزينها (التي تصل إلى 8 جيغابايت، مثل أقراص الدي في دي ذي الطبقتين). و قد فضلت نينتندو استخدام تقنية خاصة بدل أقراص الدي في دي لتجنب مشاكل القرصنة.
بالنسبة لجهاز وي يو، قامت نينتندو وباناسونيك بتطوير قرص سعته 25 جيغابايت للطبقة الواحدة، واسمه «آي دينسيتي».

## وصلات خارجية
- Description of authentication method